# 1. Lig 2023
La 1. Lig 2023 è la 17ª edizione del campionato di football americano di primo livello, organizzato dalla TBSF.

## Squadre partecipanti
| Club             | Città     | Stadio | Sponsor ufficiale | Risultato nella stagione 2022 |
| ---------------- | --------- | ------ | ----------------- | ----------------------------- |
| Anadolu Rangers  | Eskişehir |        |                   |                               |
| Boğaziçi Sultans | Istanbul  |        |                   |                               |
| Gazi Warriors    | Ankara    |        |                   |                               |
| Istanbul Bisons  | Istanbul  |        |                   |                               |
| ITÜ Hornets      | Istanbul  |        |                   |                               |
| İzmir Halcyons   | Smirne    |        |                   |                               |
| Koç Rams         | Istanbul  |        |                   |                               |
| ODTÜ Falcons     | Ankara    |        |                   |                               |

## Stagione regolare

### Calendario

#### 1ª giornata
| Ankara 23 giugno 2023, ore 20:00 | ODTÜ Falcons | 6 – 0 | Gazi Warriors | Beytepe Amerikan Futbolu Sahası |

| Istanbul 24 giugno 2023, ore 16:00 | ITÜ Hornets | 13 – 14 | Koç Rams | Yıldız Teknik Üniversitesi |

| Istanbul 24 giugno 2023, ore 16:30 | Boğaziçi Sultans | 20 – 14 | Istanbul Bisons | Uçaksavar Spor Tesisleri |

| Eskişehir 24 giugno 2023, ore 18:00 | Anadolu Rangers | 14 – 17 | İzmir Halcyons | Muttalip Spor Kompleksi |

#### 2ª giornata
| Istanbul 8 luglio 2023, ore 19:00 | ITÜ Hornets | 8 – 6 | Anadolu Rangers | Yıldız Teknik Üniversitesi |

| Istanbul 9 luglio 2023, ore 17:00 | Istanbul Bisons | 28 – 0 | Gazi Warriors | Maltepe Başıbüyük Spor Tesisleri |

| Istanbul 9 luglio 2023, ore 20:00 | Koç Rams | 34 – 14 | ODTÜ Falcons | Koç Üniversitesi Rumelifeneri Kampüsü |

| Smirne 9 luglio 2023, ore 20:30 | İzmir Halcyons | 5 – 22 | Boğaziçi Sultans | Balçova Belediyesi Spor Kompleksi |

#### 3ª giornata
| Eskişehir 15 luglio 2023, ore 18:00 | Anadolu Rangers | 7 – 25 | Boğaziçi Sultans | Muttalip Spor Kompleksi |

| Smirne 15 luglio 2023, ore 20:30 | İzmir Halcyons | 21 – 7 | Koç Rams | Balçova Belediyesi Spor Kompleksi |

| Ankara 16 luglio 2023, ore 16:00 | Gazi Warriors | 9 – 30 | ITÜ Hornets | Hacettepe Üiversitesi Beypepe Stadyumu |

| Ankara 16 luglio 2023, ore 17:00 | ODTÜ Falcons | 3 – 20 | Istanbul Bisons | ODTÜ Falcons Arena |

#### 4ª giornata
| Istanbul 22 luglio 2023, ore 16:30 | Boğaziçi Sultans | 14 – 8 | Gazi Warriors | Uçaksavar Spor Tesisleri |

| Istanbul 22 luglio 2023, ore 19:00 | ITÜ Hornets | 28 – 38 | ODTÜ Falcons | Yıldız Teknik Üniversitesi |

| Istanbul 22 luglio 2023, ore 20:00 | Koç Rams | 39 – 7 | Anadolu Rangers | Koç Üniversitesi Korumalı Futbol Sahası |

| Istanbul 23 luglio 2023, ore 17:00 | Istanbul Bisons | 24 – 21 | İzmir Halcyons | Maltepe Başıbüyük Spor Tesisleri |

#### 5ª giornata
| Istanbul 12 agosto 2023, ore 17:00 | Boğaziçi Sultans | 3 – 19 | ITÜ Hornets | Uçaksavar Spor Tesisleri |

| Eskişehir 12 agosto 2023, ore 18:00 | Anadolu Rangers | 6 – 29 | ODTÜ Falcons | Muttalip Spor Kompleksi |

| Istanbul 12 agosto 2023, ore 19:00 | Koç Rams | 22 – 13 | Istanbul Bisons | Koç Üniversitesi Korumalı Futbol Sahası |

| Smirne 12 agosto 2023, ore 20:30 | İzmir Halcyons | 21 – 0 | Gazi Warriors | Balçova Belediyesi Spor Kompleksi |

#### 6ª giornata
| Ankara 20 agosto 2023, ore 16:30 | Gazi Warriors | 12 – 9 (d.t.s.) | Anadolu Rangers | Hacettepe Üiversitesi Beypepe Stadyumu |

| Ankara 20 agosto 2023, ore 17:00 | ODTÜ Falcons | 13 – 10 | İzmir Halcyons | ODTÜ Falcons Arena |

| Istanbul 20 agosto 2023, ore 18:00 | ITÜ Hornets | 8 – 13 | Istanbul Bisons | Yıldız Teknik Üniversitesi |

| Istanbul 20 agosto 2023, ore 19:00 | Koç Rams | 13 – 12 | Boğaziçi Sultans | Koç Üniversitesi Korumalı Futbol Sahası |

#### 7ª giornata
| Ankara 26 agosto 2023, ore 16:30 | Gazi Warriors | 14 – 17 | Koç Rams | Hacettepe Üiversitesi Beypepe Stadyumu |

| Eskişehir 26 agosto 2023, ore 18:00 | Anadolu Rangers | 6 – 32 | Istanbul Bisons | Muttalip Spor Kompleksi |

| Ankara 27 agosto 2023, ore 16:30 | ODTÜ Falcons | 10 – 16 | Boğaziçi Sultans | ODTÜ Falcons Arena |

| Smirne 27 agosto 2023, ore 20:30 | İzmir Halcyons | 28 – 20 | ITÜ Hornets | Balçova Belediyesi Spor Kompleksi |

### Classifica
La classifica della regular season è la seguente:
- PCT = percentuale di vittorie, G = partite giocate, V = partite vinte,  P = partite perse, PF = punti fatti, PS = punti subiti

| Pos. | Squadra          | PCT  | G | V | N | P | PF  | PS  |
| ---- | ---------------- | ---- | - | - | - | - | --- | --- |
| 1    | Koç Rams         | .857 | 7 | 6 | 0 | 1 | 146 | 94  |
| 2    | Istanbul Bisons  | .714 | 7 | 5 | 0 | 2 | 144 | 80  |
| 3    | Boğaziçi Sultans | .714 | 7 | 5 | 0 | 2 | 112 | 76  |
| 4    | ODTÜ Falcons     | .571 | 7 | 4 | 0 | 3 | 113 | 114 |
| 5    | İzmir Halcyons   | .571 | 7 | 4 | 0 | 3 | 123 | 100 |
| 6    | ITÜ Hornets      | .429 | 7 | 3 | 0 | 4 | 126 | 111 |
| 7    | Gazi Warriors    | .143 | 7 | 1 | 0 | 6 | 43  | 125 |
| 8    | Anadolu Rangers  | .000 | 7 | 0 | 0 | 7 | 55  | 162 |

## Playoff

### Tabellone
|  | Semifinali | Semifinali       | Semifinali |                 |    | XVI Final | XVI Final | XVI Final |  |
|  |            |                  |            |                 |    |           |           |           |  |
|  | 1          | Koç Rams         | 21         |                 |    |           |           |           |  |
|  | 1          | Koç Rams         | 21         |                 |    |           |           |           |  |
|  | 4          | ODTÜ Falcons     | 7          |                 |    |           |           |           |  |
|  | 4          | ODTÜ Falcons     | 7          |                 | 1  | Koç Rams  | 17        |           |  |
|  |            |                  |            |                 | 1  | Koç Rams  | 17        |           |  |
|  |            |                  | 2          | Istanbul Bisons | 14 |           |           |           |  |
|  | 2          | Istanbul Bisons  | 2          | Istanbul Bisons | 14 | 14        |           |           |  |
|  | 2          | Istanbul Bisons  |            |                 |    |           |           |           |  |
|  | 3          | Boğaziçi Sultans | 10         |                 |    |           |           |           |  |

### Semifinali
| Istanbul 9 settembre 2023, ore 16:00 | Istanbul Bisons | 14 – 10 | Boğaziçi Sultans | Koç Üniversitesi Korumalı Futbol Sahası |

| Istanbul 9 settembre 2023, ore 20:00 | Koç Rams | 21 – 7 | ODTÜ Falcons | Koç Üniversitesi Korumalı Futbol Sahası |

### XVI Final
| Istanbul 24 settembre 2023, ore 16:00 | Koç Rams | 17 – 14 | Istanbul Bisons | Stadio olimpico Atatürk |

## Verdetti
- Koç Rams Campioni della Turchia 2023